# Leandro Macedo
Leandro Corrieri de Macedo (Porto Alegre, 18 de março de 1968) é um triatleta profissional brasileiro.

## Carreira
Macedo começou a praticar triatlo aos 18 anos em Brasília, cidade onde foi criado. Dois anos depois, já era campeão brasileiro, título que viria a conquistar mais oito vezes. Em 1991, tornou o melhor do mundo, sagrando-se campeão do circuito internacional, a principal conquista de sua carreira. Neste mesmo ano, conquistou o melhor resultado brasileiro em campeonatos mundiais de distância olímpica até então, o quinto lugar.

### Anos 90
Conquistou o ouro na primeira competição de triatlo oficializada pelo Comitê Olímpico Internacional (COI), o Pan de Mar Del Plata-1995. Em novembro do mesmo ano, foi considerado o "Melhor do Esporte" pelo Comitê Olímpico Brasileiro (COB).
Os anos de 1995 e 1996 foram dedicados ao Circuito Mundial. Macedo obteve resultados muito expressivos, subindo ao pódio em cinco ocasiões, que lhe valeram a terceira posição no ranking mundial em 96. Ainda naquele ano, o atleta quebrou seu próprio recorde de brasileiro mais bem colocado em um Campeonato Mundial, terminando com o terceiro lugar, nos Estados Unidos, atrás somente de Simon Lessing e Luc Van Lierde.

### Anos 2000
Nos anos seguintes fez uma pausa programada no Circuito Mundial e resolveu disputar competições de Ironman. Em 1999, retornou às provas visando a Olimpíada de 2000. Em Sydney, foi o melhor triatleta sul-americano, chegando na 14ª colocação. Em agosto de 2002, Macedo o ouro nos Jogos Sul-americanos, no Rio de Janeiro.
Em 2004, voltou a ter um bom desempenho no circuito internacional. Nas duas primeiras seletivas para as Olimpíadas, realizadas em Ishigaki (Japão) e em Mazatlán (México), obteve, respectivamente a nona e a quinta colocações, que asseguraram sua vaga em Atenas. Em 2007, Leandro encerrou sua carreira de triatleta, como o brasileiro mais bem colocado no ranking mundial. Atualmente tem seu próprio negócio,a Leandro Macedo Triathlon onde atua como técnico, coaching e palestrante.